# 八幡浜市立八幡浜中学校
八幡浜市立八幡浜中学校（やわたはましりつ やわたはまちゅうがっこう）は、愛媛県八幡浜市八代にある公立中学校。

## 学区の経緯
- 2025年 - 八幡浜市学校再編整備第二次実施計画策定により、市内にあった三校（愛宕中学校・松柏中学校・八代中学校）を統合し、八幡浜市立八幡浜中学校として誕生[1]。校歌の作曲は、バリトン歌手の宮本益光氏。作曲は、井上洋一氏。